# Marco Tarchi
Marco Tarchi (né le 11 octobre 1952 à Rome) est un politologue italien, professeur à l'université de Florence, considéré il y a 20 ans comme le chef de file de la « Nouvelle Droite » italienne (« Nuova Destra »). 

## Biographie
Venu du Mouvement social italien, Marco Tarchi mène une génération de militants et d'intellectuels (celle de la « Nouvelle Droite » italienne) vers une critique des thèmes traditionnellement associés à la droite, et de nouveaux horizons idéologiques, pour aboutir, à l'instar d'Alain de Benoist, à une mise en question de la droite sous toutes ses formes. 
Sa démarche a consisté à ouvrir un dialogue avec des penseurs de gauche pour dépasser les grandes idéologies de la modernité en vue d'une nouvelle culture post-moderne. 
Très critique du libéralisme occidental en général et du gouvernement Berlusconi en particulier, le politologue fut fréquemment consulté par l'AFP à la faveur des élections italiennes de 2008. 
Marco Tarchi est par ailleurs le directeur de la revue philosophique Diorama Letterario.

## Œuvres
- Partito unico e dinamica autoritaria. Naples : Akropolis, 1981
- La "rivoluzione legale". Bologne : Il Mulino, 1993
- « Destra e sinistra: due essenze introvabili » in Democrazia e diritto, 1, 1994, p. 381-396
- Cinquant'anni di nostalgia. La destra italiana dopo il fascismo. Milan: Rizzoli, 1995
- Esuli in patria. I fascisti nell'Italia repubblicana. Parme : Guanda, 1995
- The Dissatisfied Society. The Roots of Political Change in Italy, in European Journal of Political Research, 1, 1996, p. 41-63
- Dal MSI ad AN: organizzazione e strategie. Bologne : Il Mulino, 1997
- Italy: the Northern League, in L. de Winter e H. Türsan (a cura di), Regional Parties in Western Europe. Londres : Routledge, 1998
- Estrema destra e neopopulismo in Europa, in Rivista Italiana di Scienza Politica, 2, 1998
- Italy: Early Crisis and Collapse, in D. Berg-Schlosser e J. Mitchell (a cura di), Conditions of Democracy in Europe, 1918-1938. Londres : Macmillan, 2000
- L'Italia populista. Dal qualunquismo ai girotondi, il Mulino, 2003.  (ISBN 9788815094421) ; rééd. 2014
- Il fascismo. Teorie, interpretazioni, Laterza, Bari, 2003.
- Contro l'americanismo, Bari, Laterza, 2004.
- La rivoluzione impossibile. Dai Campi Hobbit alla nuova Destra, Vallecchi, Firenze, 2010.